# 2017年中國大獎賽
2017年中國大獎賽（英語：2017 Chinese Grand Prix），官方名稱為2017年一級方程式賽車海尼根中國大獎賽（英語：2017 Formula 1 Heineken Chinese Grand Prix），是2017年4月9日舉辦於中國的一場一級方程式賽車賽事。比賽在上海國際賽道進行，總計56圈。這是2017年世界一級方程式錦標賽的第2場分站賽事，以及第14屆中國大獎賽。
醫療直升機因為上海的天候因素，無法在20分鐘內完成救護任務，使得週五練習賽的進行不甚順遂。路易斯·漢米爾頓在中國大獎賽取得他跨季連續第6座桿位，賽巴斯蒂安·維泰爾與維爾特利·鮑達斯則以第2及第3位發車。正賽在賽道濕滑但沒降雨的狀態下展開，漢米爾頓自起跑後一路領先至比賽結束，並且拿下最快單圈紀錄。維泰爾在虛擬安全車期間進站將半雨胎更換為光頭胎，一度下滑至第6名，最終仍重返原先的發車名次取得亞軍。本日最佳車手馬克斯·維斯塔潘從第16位發車，首圈便超越9輛車，最高曾來到第2名，最終取得季軍。

## 賽事簡報

### 自由練習賽
週五兩階段的自由練習賽皆受到低雲、降雨及濃霧等氣候因素影響。第一階段在賽道濕滑的狀態下進行，再加上紅旗的部署，整場練習賽僅進行了20分鐘。根據安全規則，無論是透過直升機或救護車，傷及神經的車手必須在20分鐘內送達醫院。當時的天氣狀態下，醫療直升機不可能在距離賽道38公里遠的醫院降落，救護車亦無法在時間內抵達醫院，因此，直到緊急醫療運輸能夠執行前，車輛將禁止上賽道練習。天氣狀況依舊沒有改善，第二階段練習賽也被迫取消。路易斯·漢米爾頓希望改期以讓整個比賽週末能順利執行，但是，官方認為這會打亂原定的電視播出，且將對一週後巴林賽事的後勤帶來重大影響，而將他訴求駁回。包括漢米爾頓及積分領先者賽巴斯蒂安·維泰爾在內的部分車手皆未在週五上場，馬克斯·維斯塔潘在賽道潮濕的狀態下，以1:50.491的時間寫下週五最快成績。第二階段練習賽期間，漢米爾頓獲允許穿越賽道與車迷互動，並將自己的簽名帽丟向主看台的群眾；他利用社群媒體建議一級方程式賽車的新老闆，這樣的狀況將為他帶來「主動發揮創意」的機會。像是開放闈場讓在場車迷參觀等的應急方案也相繼被提出，以預防如同此次練習賽被取消的突發狀況。
週六的天氣由濕轉乾，第三階段練賽如期展開，各車隊實際上僅執行了三分之一的練習賽，對於排位賽的準備將是嚴峻的考驗。大多數的車隊選擇讓自家車手分別測試不同的輪胎，進而蒐集一些跑長距離的數據，以利用這唯一的機會為下午的排位賽做準備。天氣預報預測週日有很大的機率會降雨，使得車隊在此練習賽中的數據計算增添了額外的難題。印度威力透過Twitter形容：「週六上午從沒來有如此重要過。」維泰爾以1:33.336的成績寫下此階段練習賽的最快圈速，與隊友奇米·雷克南僅相差0.053秒；他們兩位寫下的成績皆比尼可·羅斯堡在2016年的桿位時間（1:35.402）快上2秒。兩位梅賽德斯車手以0.3至0.5秒之差落後法拉利雙雄，儘管漢米爾頓曾在前兩區段與維泰爾持平，但他仍在最後的髮夾彎發生失誤。維爾特利·鮑達斯因為車輛的「T型翼」斷裂，在最後一彎跑開而喪失時間。其餘的車手皆落後領先集團1秒以上，費利佩·馬薩以1:34.773的成績取得第5名，領先後方的兩位紅牛車手。紅牛很早便以重油載領先全場，但隨後的排位賽模擬卻無法追趕上法拉利及梅賽德斯。紅牛後方的競爭就顯得更加激烈，8至10名的車手（蘭斯·斯托爾、喬里昂·帕爾默及小卡洛斯·塞恩斯）間僅相差0.041秒，而11至16名的車手（尼可·賀根堡、凱文·馬格努森、塞吉歐·培瑞茲、羅曼·格羅斯讓、丹尼爾·科維亞特及埃斯特班·奧康）則相距0.362秒。兩屆世界冠軍費爾南多·阿隆索及麥拉倫車隊僅能以本田引擎差勁的性能、穩定性及油耗，在時間表末端與薩伯爭奪名次，落後最快車手超過2.5秒。

### 排位賽
天空體育F1台預測法拉利在排位賽將會較梅賽德斯具有優勢，且兩支車隊將自成一個集團，這項預測也成功被證實了。維泰爾在第一階段排位賽以1:33.078取得最快成績，領先第2的漢米爾頓約0.25秒，位居第3的雷克南則與漢米爾頓相差僅0.01秒，然而，法拉利使用的是軟胎而梅賽德斯則是較快的超軟胎。在三階段排位賽中，紅牛的丹尼爾·里卡多是其餘車手中表現最佳的，但也與最快車手相差1秒以上，可見的是紅牛將自身降格，且在澳洲較前兩支車隊缺乏速度並非單一事件。
第一階段排位賽初期，哈斯車手羅曼·格羅斯讓於最後一彎發生打滑，他設法讓車輛不去撞牆，順利帶著磨損的輪胎回到維修站。薩伯車手安東尼奧·焦維納齊就沒有如此幸運了，當他暫居第15位時，在最後一彎跑上人工草皮打滑，車輛重重地撞上牆並回彈至賽道中央。賽會因為這起事故在起跑大直道部署雙黃旗，任何車手皆無法再刷新自己的成績，焦維納齊雖然挺進第二階段，但因為車輛已經損壞，僅以第15名結束排位賽。帕爾默及格羅斯讓兩位在第一階段被淘汰的車手，在焦維納齊事故發生後仍試圖免於被淘汰的命運，隨後遭判罰退5個發車位；賽會幹事稱他們「在雙黃旗區段沒有明顯減速的意圖」。格羅斯讓則對這項判決提出質疑，在Twitter上發佈當時的遙測數據，顯示他在彎角處提前50公尺剎車，並以每小時45公里的低速駛過該路段，但賽會幹事依舊維持原判。哈斯車隊老闆京特·施泰納表示對格羅斯讓的支持，認為他已經明確地減速，對於格羅斯讓喪失進入第三階段的機會趕到嘆息。焦維納齊車輛的維修必定需要一具全新的變速箱，使得他的排位因罰退下降至第18位，將從最後一排的格羅斯讓及帕爾默前頭發車。
紅牛的維斯塔潘面臨引擎不點火的問題，直到第一階段末期才寫下排位時間，落後位居第5的隊友1.5秒。維斯塔潘試著刷新時間，結果因為焦維納齊的撞車，以第19位遭到淘汰，正賽時將從第17位發車。
到了第二階段排位賽，維泰爾在初期便寫下最快圈速，用上同樣輪胎的漢米爾頓僅落後0.015秒。雷克南在末期寫下1:32.181的最快圈速，領先其隊友0.21秒，並超越麥可·舒馬克在2004年創下的賽道紀錄。位居第5的里卡多與第4名的鮑達斯相差1秒以上。兩位梅賽德斯車手及里卡多是場上唯一只做出一次圈時的車手。賀根堡及培瑞茲在最後一刻刷新成績，順利挺進第三階段，進而讓塞恩斯、埃里克森、馬格努森及阿隆索遭到淘汰。
漢米爾頓在第三階段的首圈表現不如預期，但仍以1:31.902的成績保持領先，維泰爾以0.184秒之差取得第2位，鮑達斯位居第3。雷克南的時間落後漢米爾頓0.7秒，不過依舊領先第5名的里卡多。隨後，前四名車手皆刷新自身的時間，但名次並未更動。漢米爾頓的新單圈時間為1:31.678，維泰爾寫下的1:31.864僅與鮑達斯相差0.001秒，雷克南的1:32.140則較里卡多快上約0.9秒。第6名的馬薩與紅牛相距約半秒，並領先雷諾的賀根堡。威廉斯車手蘭斯·斯托爾在生涯第二場一級方程式賽事便首度挺進第三階段，取得第10名，比初登場時的第19名進步許多。他的進步部分可歸功於較輕的動力輔助轉向設定——斯托爾曾在沒有動力輔助轉向的狀態下贏得2016年歐洲三級方程式錦標賽，且他認為採取一些錯誤的決定是讓一級方程式賽車進步的必然因子。
漢米爾頓取得他自2016年美國大獎賽開始的跨季連續第6座桿位，在最長連續桿位紀錄排行榜暫居第6位。這也是他在中國大獎賽的第6座桿位，在同一場大獎賽最多桿位紀錄排行榜暫居第5位。同時也是梅賽德斯在150場完賽中的第75座桿位。

### 正賽
國際汽聯採取措施確保緊急醫療能夠執行，預防如同週五練習賽受到影響的情形再度發生。警方將提供護送以加快陸地運輸，神經學專門設備也被搬遷至距離賽道5公里的醫院。其中，包含安排一支華山醫院神經外科醫療團隊週日至瑞金醫院出診，瑞金醫院不僅在各種天氣狀態下交通方便，還能夠提供所需的醫療服務。
正賽當日早晨有著相當多的降雨，但是比賽在標準程序下展開。除了用上光頭胎的塞恩斯以外，所有車手皆選擇以半雨胎發車。維泰爾因為起跑前停超出車格被調查，最終沒有受到任何懲處。維斯塔潘在首圈超越9輛車，賽後獲選為「本日最佳車手」。前幾圈內，培瑞茲與斯托爾的碰撞事故造成斯托爾衝進碎石堆，賽會隨後部署虛擬安全車，維泰爾在此時進站換上光頭胎。不久後，焦維納齊在起跑線直道上發生嚴重撞車事故，帶出了安全車，大多數的車手選擇進站更換光頭胎。賀根堡因為在虛擬安全車狀態下超越格羅斯讓，被判罰5秒加時，接著又因為在安全車時超車埃里克森，再受罰10秒加時。鮑達斯犯下一個自認愚蠢的失誤，他在跟隨安全車時，為了保持輪胎溫度發生打滑，下滑至第12名，並遭到他的車隊老闆及前經理托托·沃爾夫指責。
安全車回到維修站後，漢米爾頓保持領先地位，里卡多及上演一系列超車鏡頭的維斯塔潘緊追在後，兩輛法拉利則位居4、5名。從第16位發車的維斯塔潘在第11圈超車里卡多，上到第2名，再度證明他在潮濕天氣下的驚人技巧（如同2016年巴西大獎賽）。隨著法拉利依舊無法超越里卡多，漢米爾頓及維斯塔潘的領先持續擴大。第20圈時，維泰爾超越了隊友雷克南，此時，漢米爾頓與維斯塔潘差距4秒，與里卡多相差9秒。 兩圈後，維泰爾超車里卡多並迅速拉近與維斯塔潘的差距。到了第27圈，漢米爾頓將領先擴大至8.5秒，維斯塔潘則與維泰爾相差1.5秒，後方的里卡多及雷克南分別落後維泰爾2及4秒。維斯塔潘在第29圈發生鎖死失誤，將第2名讓給了維泰爾。比賽剩下27圈，漢米爾頓保有10.6秒的領先。維斯塔潘在下一圈進站換上全新的超軟胎，重返賽道後落後鮑達斯，暫居第6名。
換上新胎的維斯塔潘展現出絕佳的速度，很快地便超越鮑達斯，也讓持續落後漢米爾頓的維泰爾趕緊進站。漢米爾頓在第37圈進站，以全新的軟胎重返賽場，出站後落在雷克南前方。儘管雷克南反覆抱怨輪胎問題，但他卻是前6名車手中最後進站的。第42圈，前5名車手為漢米爾頓、維泰爾、維斯塔潘、里卡多及雷克南。兩輛紅牛在最後幾圈互相爭搶頒獎台的最後一個席位，最終，里卡多沒能超越他的隊友。名次在最後15圈皆不曾在變動，鮑達斯重回第6名，塞恩斯、馬格努森、培瑞茲及奧康成功在積分圈內完賽。漢米爾頓在這場大獎賽取得一級方程式賽車生涯第54座分站冠軍，第5座中國大獎賽冠軍（曾在2008、2011、2014及2015年奪冠），以及梅賽德斯150場完賽中的第65場冠軍。由於漢米爾頓取得冠軍而維泰爾位居亞軍，兩者在2017年積分榜上以43分持平，梅賽德斯則在車隊積分榜上超越法拉利。漢米爾頓在第44圈以1:35.378的時間拿下本場的最快圈速紀錄，較尼可·羅斯堡在2016年寫下的1:39.824快上4秒之多。漢米爾頓成為繼舒馬克之後，第2位在3條賽道各贏得5座以上冠軍的車手，並追平亞倫·保魯斯的生涯106場頒獎台完賽紀錄，在生涯頒獎台完賽排行榜上名列第2。這場比賽是漢米爾頓繼2014年馬來西亞及2015年義大利大獎賽後，第3場「大滿貫」（桿位起跑一路領先至奪冠並拿下最快圈速）勝利。漢米爾頓同時也追平吉姆·克拉克的11場「帽子戲法」（桿位起跑奪冠並拿下最快圈速）紀錄，在這項紀錄的排行榜上名列第2。

## 賽事結果

### 排位賽成績
| 名次               | 車號 | 車手              | 車隊              | 排位賽時間 | 排位賽時間 | 排位賽時間 | 發車位 |
| 名次               | 車號 | 車手              | 車隊              | 第一階段   | 第二階段   | 第三階段   | 發車位 |
| ------------------ | ---- | ----------------- | ----------------- | ---------- | ---------- | ---------- | ------ |
| 1                  | 44   | 路易斯·漢米爾頓   | 梅賽德斯          | 1:33.333   | 1:32.406   | 1:31.678   | 1      |
| 2                  | 5    | 賽巴斯蒂安·維泰爾 | 法拉利            | 1:33.078   | 1:32.391   | 1:31.864   | 2      |
| 3                  | 77   | 維爾特利·鮑達斯   | 梅賽德斯          | 1:33.684   | 1:32.552   | 1:31.865   | 3      |
| 4                  | 7    | 奇米·雷克南       | 法拉利            | 1:33.341   | 1:32.181   | 1:32.140   | 4      |
| 5                  | 33   | 丹尼爾·里卡多     | 紅牛-豪雅         | 1:34.041   | 1:33.546   | 1:33.033   | 5      |
| 6                  | 8    | 費利佩·馬薩       | 威廉斯-梅賽德斯   | 1:34.205   | 1:33.759   | 1:33.507   | 6      |
| 7                  | 19   | 尼可·賀根堡       | 雷諾              | 1:34.453   | 1:33.636   | 1:33.580   | 7      |
| 8                  | 55   | 塞吉歐·培瑞茲     | 印度威力-梅賽德斯 | 1:34.657   | 1:33.920   | 1:33.706   | 8      |
| 9                  | 26   | 丹尼爾·科維亞特   | 紅牛二隊          | 1:34.440   | 1:34.034   | 1:33.719   | 9      |
| 10                 | 3    | 蘭斯·斯托爾       | 威廉斯-梅賽德斯   | 1:33.986   | 1:34.090   | 1:34.220   | 10     |
| 11                 | 11   | 小卡洛斯·塞恩斯   | 紅牛二隊          | 1:34.567   | 1:34.150   |            | 11     |
| 12                 | 27   | 凱文·馬格努森     | 哈斯-法拉利       | 1:34.942   | 1:34.164   |            | 12     |
| 13                 | 14   | 費爾南多·阿隆索   | 麥拉倫-本田       | 1:34.499   | 1:34.372   |            | 13     |
| 14                 | 31   | 马库斯·埃里克松   | 薩伯-法拉利       | 1:34.892   | 1:35.046   |            | 14     |
| 15                 | 9    | 安東尼奧·焦維納齊 | 薩伯-法拉利       | 1:34.963   | 未作時間   |            | 182    |
| 16                 | 36   | 斯托弗·范多恩     | 麥拉倫-本田       | 1:35.023   |            |            | 15     |
| 17                 | 20   | 羅曼·格羅斯讓     | 哈斯-法拉利       | 1:35.223   |            |            | 191    |
| 18                 | 2    | 喬里昂·帕爾默     | 雷諾              | 1:35.279   |            |            | 201    |
| 19                 | 18   | 馬克斯·維斯塔潘   | 紅牛-豪雅         | 1:35.433   |            |            | 16     |
| 20                 | 30   | 埃斯特班·奧康     | 印度威力-梅賽德斯 | 1:35.496   |            |            | 17     |
| 107%時間：1:39.593 |      |                   |                   |            |            |            |        |
| 來源：             |      |                   |                   |            |            |            |        |

註記

- ^1  – 羅曼·格羅斯讓與喬里昂·帕爾默因為在排位賽期間忽視黃旗，各須接受5位罰退。[21]
- ^2  – 安東尼奧·焦維納齊因為更換變速箱，須接受5位罰退。[24]

### 正賽成績
| 名次   | 車號 | 車手              | 車隊              | 圈數 | 時間/退賽   | 發車位 | 積分 |
| ------ | ---- | ----------------- | ----------------- | ---- | ----------- | ------ | ---- |
| 1      | 44   | 路易斯·漢米爾頓   | 梅賽德斯          | 56   | 1:37:36.158 | 1      | 25   |
| 2      | 5    | 賽巴斯蒂安·維泰爾 | 法拉利            | 56   | +6.250      | 2      | 18   |
| 3      | 33   | 馬克斯·維斯塔潘   | 紅牛-豪雅         | 56   | +45.192     | 16     | 15   |
| 4      | 3    | 丹尼爾·里卡多     | 紅牛-豪雅         | 56   | +46.035     | 5      | 12   |
| 5      | 7    | 奇米·雷克南       | 法拉利            | 56   | +48.076     | 4      | 10   |
| 6      | 77   | 維爾特利·鮑達斯   | 梅賽德斯          | 56   | +48.808     | 3      | 8    |
| 7      | 55   | 小卡洛斯·塞恩斯   | 紅牛二隊          | 56   | +72.893     | 11     | 6    |
| 8      | 20   | 凱文·馬格努森     | 哈斯-法拉利       | 55   | +1圈        | 12     | 4    |
| 9      | 11   | 塞吉歐·培瑞茲     | 印度威力-梅賽德斯 | 55   | +1圈        | 8      | 2    |
| 10     | 31   | 埃斯特班·奧康     | 印度威力-梅賽德斯 | 55   | +1圈        | 17     | 1    |
| 11     | 8    | 羅曼·格羅斯讓     | 哈斯-法拉利       | 55   | +1圈        | 19     |      |
| 12     | 27   | 尼可·賀根堡       | 雷諾              | 55   | +1圈        | 7      |      |
| 13     | 30   | 喬里昂·帕爾默     | 雷諾              | 55   | +1圈        | 20     |      |
| 14     | 19   | 費利佩·馬薩       | 威廉斯-梅賽德斯   | 55   | +1圈        | 6      |      |
| 15     | 9    | 马库斯·埃里克松   | 薩伯-法拉利       | 55   | +1圈        | 14     |      |
| Ret    | 14   | 費爾南多·阿隆索   | 麥拉倫-本田       | 33   | 懸吊        | 13     |      |
| Ret    | 26   | 丹尼爾·科維亞特   | 紅牛二隊          | 18   | 液壓        | 9      |      |
| Ret    | 2    | 斯托弗·范多恩     | 麥拉倫-本田       | 17   | 油壓        | 15     |      |
| Ret    | 36   | 安東尼奧·焦維納齊 | 薩伯-法拉利       | 3    | 事故        | 18     |      |
| Ret    | 18   | 蘭斯·斯托爾       | 威廉斯-梅賽德斯   | 0    | 碰撞損壞    | 10     |      |
| 來源： |      |                   |                   |      |             |        |      |

### 賽後排名
|   | 名次 | 車手              | 積分 |
| - | ---- | ----------------- | ---- |
|   | 1    | 賽巴斯蒂安·維泰爾 | 43   |
| 1 | 1    | 路易斯·漢米爾頓   | 43   |
| 2 | 3    | 馬克斯·維斯塔潘   | 25   |
| 1 | 4    | 維爾特利·鮑達斯   | 23   |
| 1 | 5    | 奇米·雷克南       | 22   |

|   | 名次 | 車隊              | 積分 |
| - | ---- | ----------------- | ---- |
| 1 | 1    | 梅賽德斯          | 66   |
| 1 | 2    | 法拉利            | 65   |
|   | 3    | 紅牛-豪雅         | 37   |
| 2 | 4    | 紅牛二隊          | 12   |
|   | 5    | 印度威力-梅賽德斯 | 10   |

- 註記：僅列出前五名。

## 外部連結
- 一級方程式賽車官方網站上的賽事頁面（页面存档备份，存于）

| 上一場： 2017年澳洲大獎賽 | 2017年世界一级方程式锦标赛 | 下一場： 2017年巴林大獎賽 |
| 上一屆： 2016年中國大獎賽 | 中國大獎賽                 | 下一屆： 2018年中國大獎賽 |